# Ptocasius plumipaplis
Ptocasius plumipaplis är en spindelart som först beskrevs av Tord Tamerlan Teodor Thorell 1895.  Ptocasius plumipaplis ingår i släktet Ptocasius och familjen hoppspindlar. Inga underarter finns listade i Catalogue of Life.